# Aßling
För andra betydelser, se Assling.
Aßling är en kommun och ort i Landkreis Ebersberg i Regierungsbezirk Oberbayern i förbundslandet Bayern i Tyskland.
Kommunen ingår i kommunalförbundet Aßling tillsammans med kommunerna Emmering och Frauenneuharting.